# خروبة (فلسطين)
خروبة، قرية فلسطينية مهجرة، كانت تقع على بعد 8 كم شرق مدينة الرملة. احتلتها قوات الاحتلال الإسرائيلي وقامت بتهجير سكانها في 12 يوليو 1948.

## القرية قبل الاحتلال
نهضت قرية خروبة على رقعة مستوية من الأرض في السهل الساحلي وتبعد أقل من 4 كم، إلى جهة الشمال الشرقي، عن طريق القدس- الرملة العام. ربطتها بعض الدروب بالقرى المجاورة، ولا سيما قرية عنّابة التي كانت تنطلق منها طُرق فرعية تؤدي إلى الرملة، إمّا مباشرة وإمّا بواسطة الطريق العام المُمتد بين القدس والرملة.
وصف الرحالة الفرنسي غيران، الذي زار فلسطين مرات عدّة في أواسط القرن التاسع عشر، خروبة، بأنها مزرعة، صُنّفت لاحقاً مزرعة في (معجم فلسطين الجغرافي المفهرَس- Palestine Index Gazetteer)، الذي وُضع في فترة الانتداب. كانت منازلها متراصفة بعضها قرب بعض، تفصل بينها أزقة ضيقة، لكن من دون أن تتخذ في مجموعها شكلًا مخصوصًا. أمّا سكانها فمعظمهم كانوا من المسلمين، يشترون السلع الأساسية من أسواق القرى المحيطة بخروبة، ويبيعون غلالهم فيها. في نهاية الانتداب تقريبًا، ازدهر اقتصاد القرية، كما ازدادت حركة البناء فيها. كان سكانها يزرعون الحبوب والخضروات والفاكهة، وكانت بساتين الفاكهة تتركز في الجنوب الغربي من القرية وفي الشمال الشرقي منها. في 1944/1945، كان ما مجموعه 1,629 دونمًا مخصصًا للحبوب، و25 دونمًا مرويًا أو مستخدمًا للبساتين.

## احتلال القرية وتطهيرها عرقيًّا
ورد في تقرير للواء «يفتاح» التابع للجيش الإسرائيلي، مُؤَرّخ في 10 تموز/يوليو 1948، أنّ وحدات تابعة له احتلت خروبة ونسفت المنازل و«طهّرت القرية» أثناء تقدّمها. في اليوم التالي، تلقت تلك الوحدات أوامر تنص على «التحصن في كل موضع يتم الاستيلاء عليه، وتدمير كل منزل لا يراد استعماله لإيواء الجنود الإسرائيليين». ويذكر المؤرخ الإسرائيلي بني موريس أن هذه المهمات نُفذت باعتبارها جزءًا من «عملية داني» التي تحركت في إطار قوة قوامها نحو أربعة ألوية لتطويق مدينتي اللد والرملة والقرى المحيطة بهما.

## القرية اليوم
مغطاة بأنقاض حجرية نبتت بينها الأعشاب والحشائش البرية وغيرها من النباتات والأشجار التي كان من عادة الفلسطينيين أن يزرعوها بالقرب من منازلهم. أما الأراضي المحيطة، فيستعملها الإسرائيليون مرعى للمواشي.

## المستعمرات الإسرائيلية على أراضي القرية
لا مستعمرات إسرائيلية على أراضي القرية.

## روابط خارجية
- خروبة ترحب بكم
- Survey of Western Palestine, Map 17: IAA, Wikimedia commons